# Tamrat Layne
Pour les articles homonymes, voir Layne.
Tamrat Layne (Ge'ez: ታምራት ላይኔ ), né en 1955 est un homme politique éthiopien, ancien Premier ministre du 6 juin 1991 au 22 août 1995 et ministre de la Défense en 1995 et 1996.

## Biographie
Tamrat Layne est née en 1955 et a été élevée par une mère célibataire à Addis-Abeba. Il a dirigé le Mouvement démocratique populaire éthiopien dans les années 1980, combattant contre Mengistu Haile Mariam pendant la guerre civile éthiopienne. Lors d'un entretien en 1988, il a reconnu que les objectifs de son mouvement étaient similaires à ceux du Front de libération du peuple tigréen, tels que son approche de l'autodétermination nationale et des affaires étrangères. Athée autoproclamé, il estimait que "la liberté découlait du canon du fusil".
Lorsque Mengistu a été renversé en 1991, Tamrat Layne est devenu l'un des trois membres de la junte EPRDF-TPLF au pouvoir, puis au sein du gouvernement élu démocratiquement, les autres membres étant Meles Zenawi (président) et Siye Abraha (ministre de la Défense). En tant que Premier ministre du gouvernement de transition, il a exercé ses fonctions du 6 juin 1991 au 22 août 1995, date à laquelle le président Meles Zenawi lui a succédé en tant que Premier ministre. Lorsqu'il était au pouvoir, il s'est rendu compte que son idéologie communiste et socialiste était erronée. Il occupait des postes gouvernementaux importants avec des amis et était connu pour s'habiller bien et ses nombreuses affaires extraconjugales. Tamrat est devenu vice-Premier ministre jusqu'en octobre 1996. Zenawi a annoncé que ses échecs multidisciplinaires et ses abus de pouvoir rendaient impossible son maintien au gouvernement.
Le 16 mars 2000, la Cour suprême fédérale d'Éthiopie a condamné Tamrat à 18 ans de prison après avoir été reconnu coupable de corruption et de détournement de fonds. Il a été accusé d'avoir participé à un contrat illégal de 16 millions de dollars avec une entreprise d'exportation de textiles éthiopiens et de 1 000 tonnes de café appartenant à l'État par l'intermédiaire d'une fausse société. Il a prétendu être innocent de toutes les accusations portées contre lui. Gardé à l'isolement, il a étudié le bouddhisme, l'islam et finalement le christianisme après qu'une infirmière lui ait glissé un tract. Il a rapporté avoir rencontré pendant trois nuits consécutives en prison un personnage qu'il avait identifié comme étant Jésus-Christ. Il est actuellement un membre actif des églises chrétiennes à travers les États-Unis avec ses enseignements sur la compréhension de soi et le but de la vie. Libéré le 19 décembre 2008 pour bonne conduite, il a immédiatement rejoint une église à Addis-Abeba.
Depuis lors, il a partagé son expérience de foi avec les autres. Il a fait des apparitions dans plusieurs églises et universités.